# Calefactorium

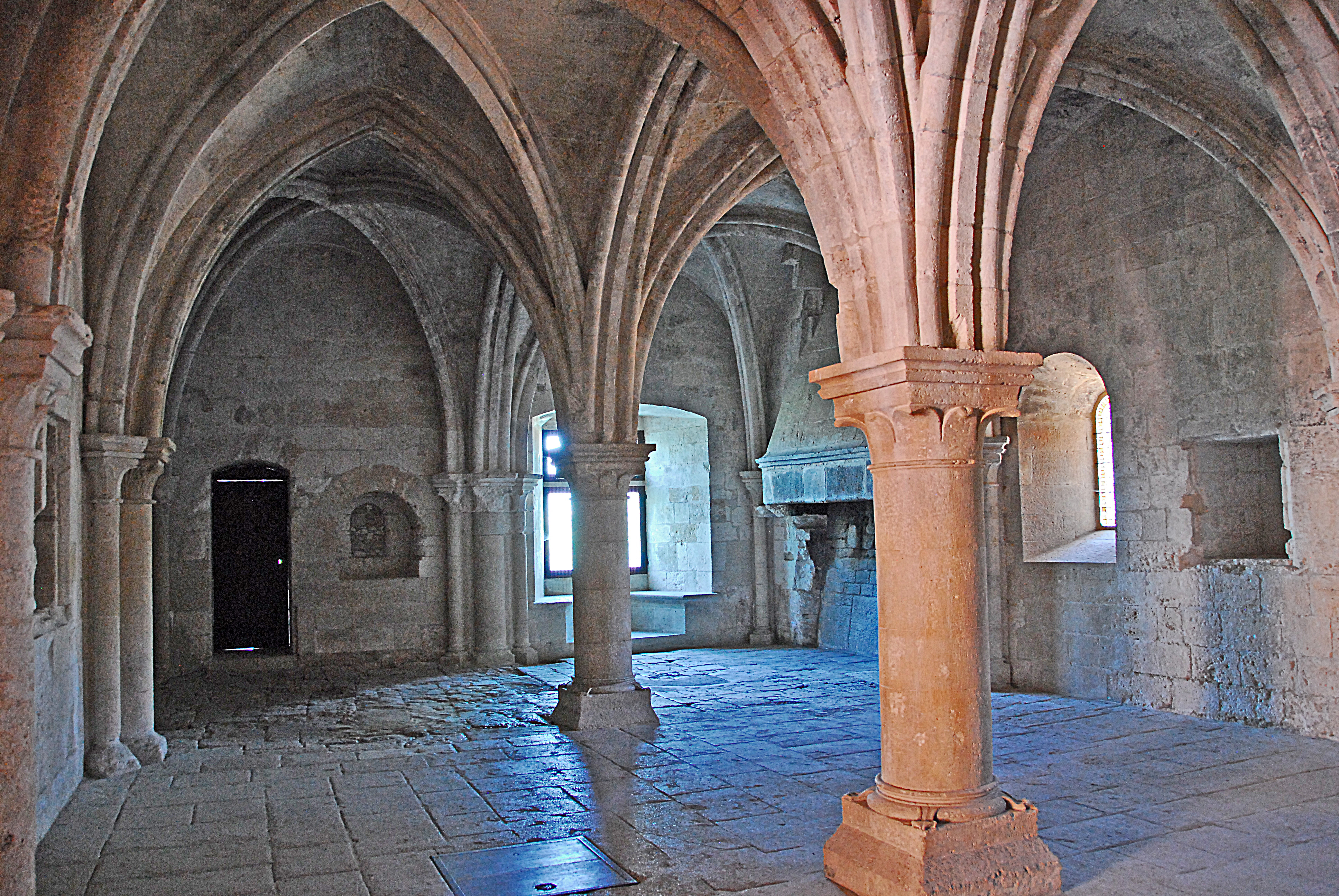
Calefactorium in de abdij van Silvacane.

Het calefactorium maakte standaard deel uit van de kloostergebouwen in de middeleeuwen. Het was de ruimte waar een vuur werd onderhouden zodat de monniken zich er konden komen warmen na lange uren werken op het veld of  studie in de onverwarmde ruimtes van het klooster. Gedurende lange tijd was dit de enige verwarmde ruimte in het klooster op de keuken en de infirmerie na. Het calefactorium was steeds gelegen naast en bereikbaar via de kloostergang.
Normalerwijze vonden slechts drie activiteiten in het calefatorium plaats: zich opwarmen, invetten van het schoeisel (met spekvet) en aderlaten. Studeren, lezen en dergelijke kon dus principieel niet in het calefactorium hoewel we weten dat in sommige kloosters schrijftafels werden ingericht in het calefactorium of dat er alleszins de bereiding van perkament en inkt plaats vond.
In de latere middeleeuwen werden stilaan meer en meer ruimtes in het klooster verwarmd en verloor het calefactorium zijn belang.
bracium/brouwerij · cantharus/bron · cellae/kloostercellen · cellarium/kelder · clausuur · claustrum/kloostergang · dormitorium/slaapzaal · hospitium/gastenverblijf · infirmarium/ziekenvertrek · kapittelzaal · monasterium/kloosterkerk · pandhof · parlatorium · pistrinum/bakkerij · refectorium/refter · sacristie · scriptorium · kloostertuin